# کلاینبودونگن
کلاینبودونگن (به آلمانی: Kleinbodungen) یک شهر در آلمان است که در تورینگن واقع شده‌است. کلاینبودونگن ۳۸۵ نفر جمعیت دارد.